# 西渝高速铁路
西渝高速铁路，是中华人民共和国一条建设中的连接陕西省西安市与重庆市的高速铁路。是八纵八横包（银）海通道和京昆通道的重要组成部分。

## 提出
2009年两会期间重庆提出川渝陕三地共同打造中国经济第四极“西三角经济圈”，并规划连接重庆、成都、西安的高速铁路环线。其中成都至重庆的成渝客运专线于2010年3月22日开工，成都至西安的西成客运专线于2010年11月10日开工。重庆至西安的西渝客运专线，原国家铁道部已经同意部市共同推进该项目的规划建设，目前中铁二院正在做前期研究，已进入具体线路设计环节。2010年原铁道部和重庆市在渝签订加快重庆铁路建设会议纪要，标志着新一轮部市合作启动。铁道部积极支持将重庆至长沙、重庆至西安客运专线纳入国家路网规划。届时，重庆铁路网布局将形成“一枢纽十五干线二支线”格局，重庆主城将建成八大对外铁路交通大通道。

## 概况

### 西安至安康段
西渝高速铁路分为西安至安康段和安康至重庆段建设。其中，西康段亦称为西康高速铁路，全长171公里，设计时速350公里，为双线铁路，全线新设大中桥梁26座、隧道20座，桥隧比高达94.41%，设西安东、太河、柞水西、镇安西、桐木、安康西6个车站，除西安东站及安康西站外，其余均为高架站。西康高铁由中铁第一勘察设计院设计。
2021年6月29日，西康段正式开工建设。
2022年3月31日，西康段全线首孔箱梁完成浇筑。10月22日，西康段全线首个1公里以上长隧道秦丰隧道顺利贯通。
2023年11月22日，旬河大桥顺利合龙。

### 安康至重庆段
西渝高速铁路重庆至安康段起自在建西康段安康西站，经岚皋、城口、宣汉、达州、大竹、广安、合川、北碚，至重庆枢纽重庆西站，线路全长477.9公里，其中新建线路449.27公里，设11座车站；同步建设樊哙经开州至万州连接线，长88.991公里，设3座车站。配套新建本线至兰渝铁路、襄渝铁路、成达万高铁联络线约26公里。该段采用双接线方案：
- 西径路由安康西站引出，经岚皋穿大巴山进入重庆市境内，经城口后进入四川省境内，经宣汉在达州南站与成达万高速铁路接轨，然后经大竹、广安及重庆的合川、北碚引入重庆铁路枢纽重庆西站。西径路全线长度449.27公里，重庆境内134公里。[7]
- 东径路自宣汉县樊哙站引出，经重庆市开州区至与成达万高速铁路和渝万高速铁路接轨的万州北站，自万州北经渝万高速铁路至重庆东站。东径路全长90公里，其中重庆境内约70公里，开州段50公里。

重庆至安康段双线共设站13座，其中新建10座，接轨站3座。全线新建的是岚皋、城口、樊哙、宣汉南、达州南（与成达万并站）、大竹、广安东、合川东、北碚南、开州10个车站，安康西、重庆西和万州北为接轨站。该段双线共569公里，其中陕西省境内79.7公里，四川省境内286.733公里，重庆市境内203.159公里，设计速度350km/h。
2022年1月6日，新建西安至重庆高速铁路安康至重庆段的可行性研究报告获国家发改委批复。2月24日，重庆市水利局组织专家对西渝高铁安康至重庆段（重庆境内）涉河桥梁工程洪水影响评价报告书（送审稿）进行了技术评审，质量评定等级不合格，专家组不同意通过技术评审；3月9日，因不满足许可条件，根据《中华人民共和国行政许可法》第三十八条规定，重庆市水利局对新建铁路西渝高铁安康至重庆段（重庆境内）涉河桥梁工程洪水影响评价作出不予行政许可决定。4月18日，重庆市水利局组织召开了上述报告的专家复审会。5月12日，对修改后的工程洪水影响评价作出准予行政许可决定。6月6日，环境影响报告书征求意见稿信息公示。9月8日，生态环境部正式批复安康至重庆段环境影响报告书。9月，国铁集团联合陕西省人民政府、四川省人民政府、重庆市人民政府批复西安至重庆高速铁路安康至重庆段初步设计。11月29日，安康至重庆段开工建设。11月30日，陕西段开工建设。12月2日，达州段正式开工。
2023年2月17日，四川段进入全面主体施工阶段。8月13日，康渝段重庆枢纽站前2标首个承台完成浇筑。

## 意义
到2025年，重庆铁路客运将实现“1小时成都，2小时贵阳，3小时昆明、西安，4小时长沙，5小时兰州、武汉，6小时广州，7小时上海，8小时北京”的目标。重庆至西安600余公里，计划设计时速350公里，两地有望两小时通达。西渝高速铁路建成后将为构建“西三角经济区”提供有力的交通支撑，同时对完善重庆市的铁路网规划助推渝东北经济地区发展具有重大意义。